# Diagoras de Rhodes
Pour les articles homonymes, voir Diagoras.
Diagoras de Rhodes (en grec ancien : Διαγόρας ὁ Ῥόδιος) est l'un des plus célèbres athlètes grecs de l'Antiquité.

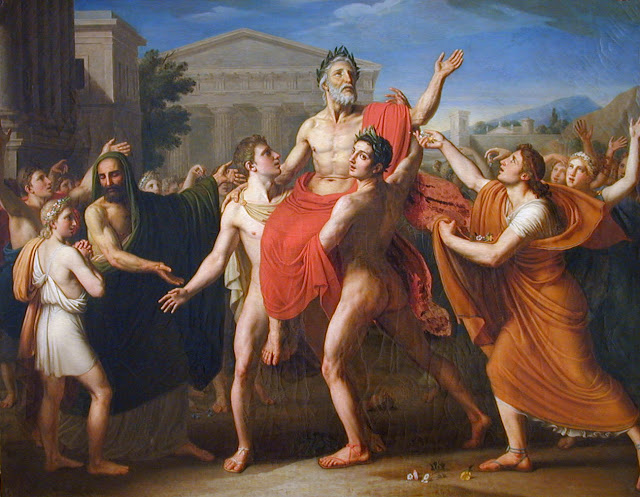
Thomas Degeorge, Diagoras porté en triomphe par ses fils à Olympie.

Il est champion des Jeux olympiques en pugilat (boxe) en 464 av. J.C. et remporte de nombreuses autres victoires, dont quatre titres aux Jeux isthmiques et deux aux Jeux néméens.

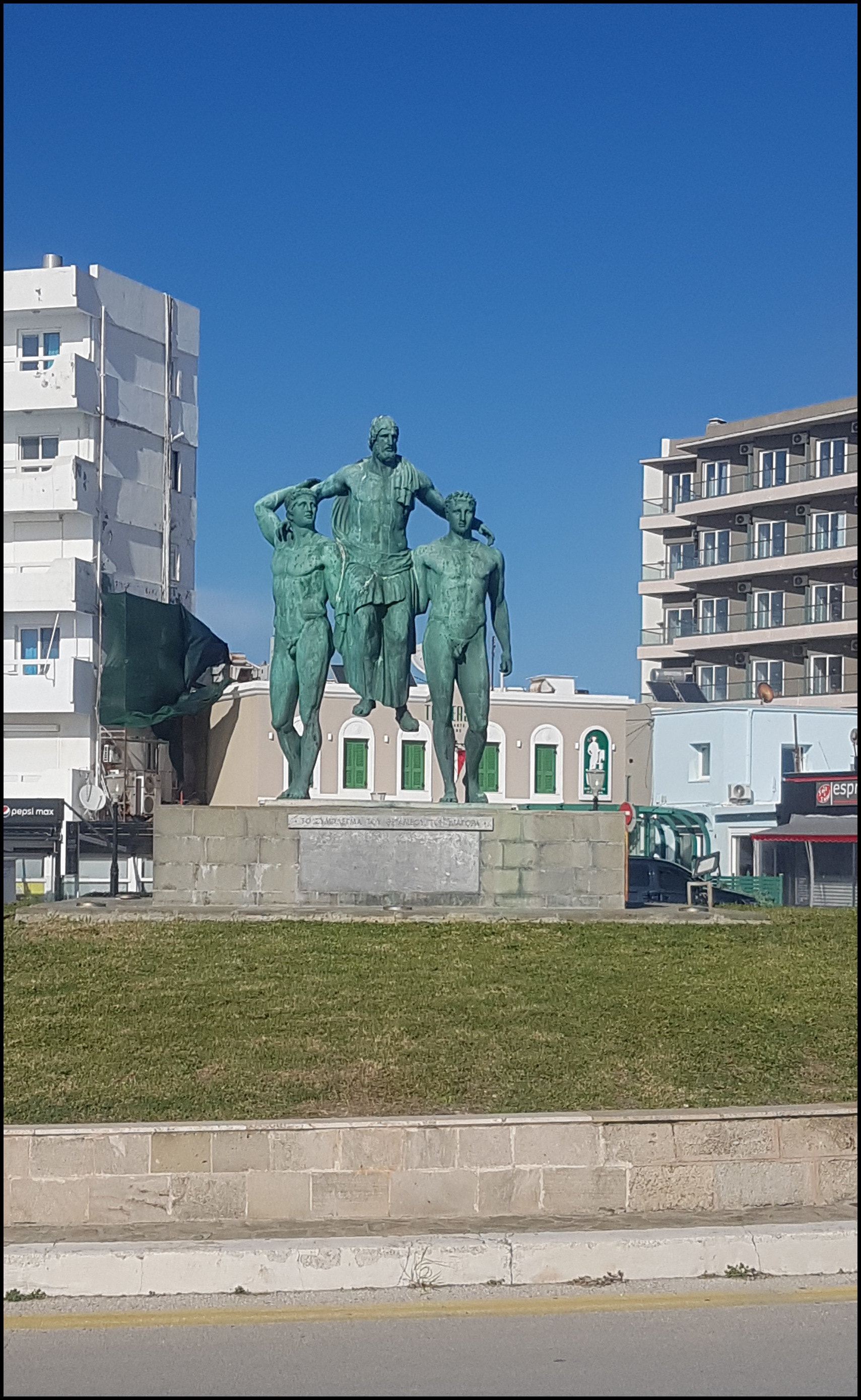
"Diagoras Monument". Statues sur un rond-point à Rhodes (Grèce).

Diagoras incarne toutes les qualités de l’athlète. Le poète Pindare le célèbre dans l'une de ses odes les plus fameuses. Une des plus remarquables caractéristiques de la boxe pratiquée par Diagoras était de ne jamais tenter d’éviter un coup.
Les trois fils de Diagoras et deux de ses petits-fils, (fils de ses deux filles) furent également champions olympiques. 
Selon Pausanias, ses deux fils Damagètos et Acousilaos, vainqueurs le même jour au pugilat et au pancrace lors des Jeux olympiques en 448 av. J.-C., portèrent leur père en triomphe dans le stade. Selon Aulu-Gelle, Diagoras serait mort d'émotion lors de cette célébration. 

## Sujet du Prix de Rome en peinture de 1814
Le sujet du concours du Prix de Rome en peinture de 1814 avait pour thème : Diagoras transporté autour du stade olympique par deux de ses fils.
Le lauréat fut Auguste Vinchon ; les deux lauréats du deuxième prix furent Jean Alaux et Louis-Édouard Rioult. Mais leurs œuvres ne sont pas localisées. 

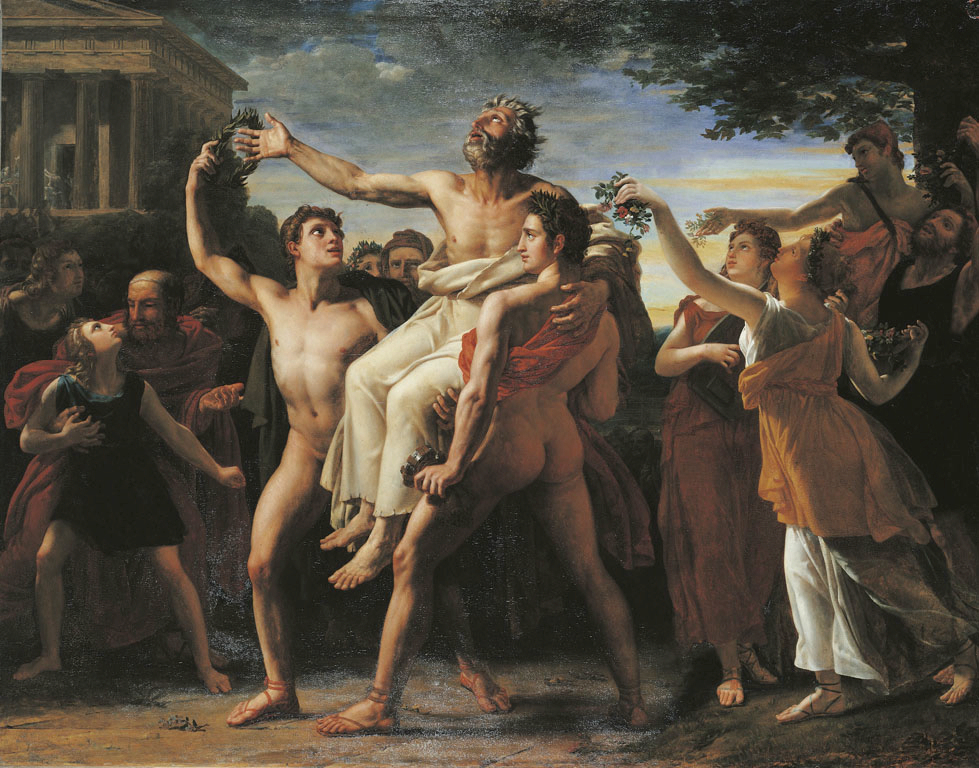
Auguste Vinchon, Diagoras porté en triomphe par ses fils, 1814, Paris, Ecole Nationale Supérieure des Beaux-Arts

Les autres participants sont Joseph Albrier,Thomas Degeorge, Jean-Bruno Gassies, Charles-Achille d'Hardiviller, Joseph-Ferdinand Lancrenon, Jean-Victor Schnetz, Antoine-Jean-Baptiste Thomas, seule l’œuvre de Thomas Degeorge est localisée.